# Stanisław Tatarkiewicz
Stanisław Tatarkiewicz (ur. 5 stycznia 1883 w Łowiczu, zm. 14 kwietnia 1956 w Poznaniu) – polski lokalny działacz polityczny i społeczny. Pierwszy burmistrz Aleksandrowa Kujawskiego. Inicjator przemianowania Aleksandrowa Pogranicznego na Aleksandrów Kujawski.

## Biografia
Syn Stanisława i Józefy. Ukończył szkołę miejską w Łęczycy. Dalsze wykształcenie zdobył podczas kursu dla wyższych urzędników komunalnych, jako słuchacz nadzwyczajny na zajęciach na Wydziale Prawno-Ekonomicznym Uniwersytetu Poznańskiego oraz na kursach dziennikarskich organizowanych przy Wyższej Szkole Handlowej w Warszawie. W latach 1898–1911 pracował jako urzędnik w Aleksandrowskiej Komorze Celnej w wydziale statystycznym przywozu i wywozu towarów. W latach 1911–1920 był naczelnikiem straży ogniowej w Aleksandrowie Kujawskim. W 1918 powołany został na stanowisko burmistrza Aleksandrowa Kujawskiego, które pełnił w latach 1918–1920.

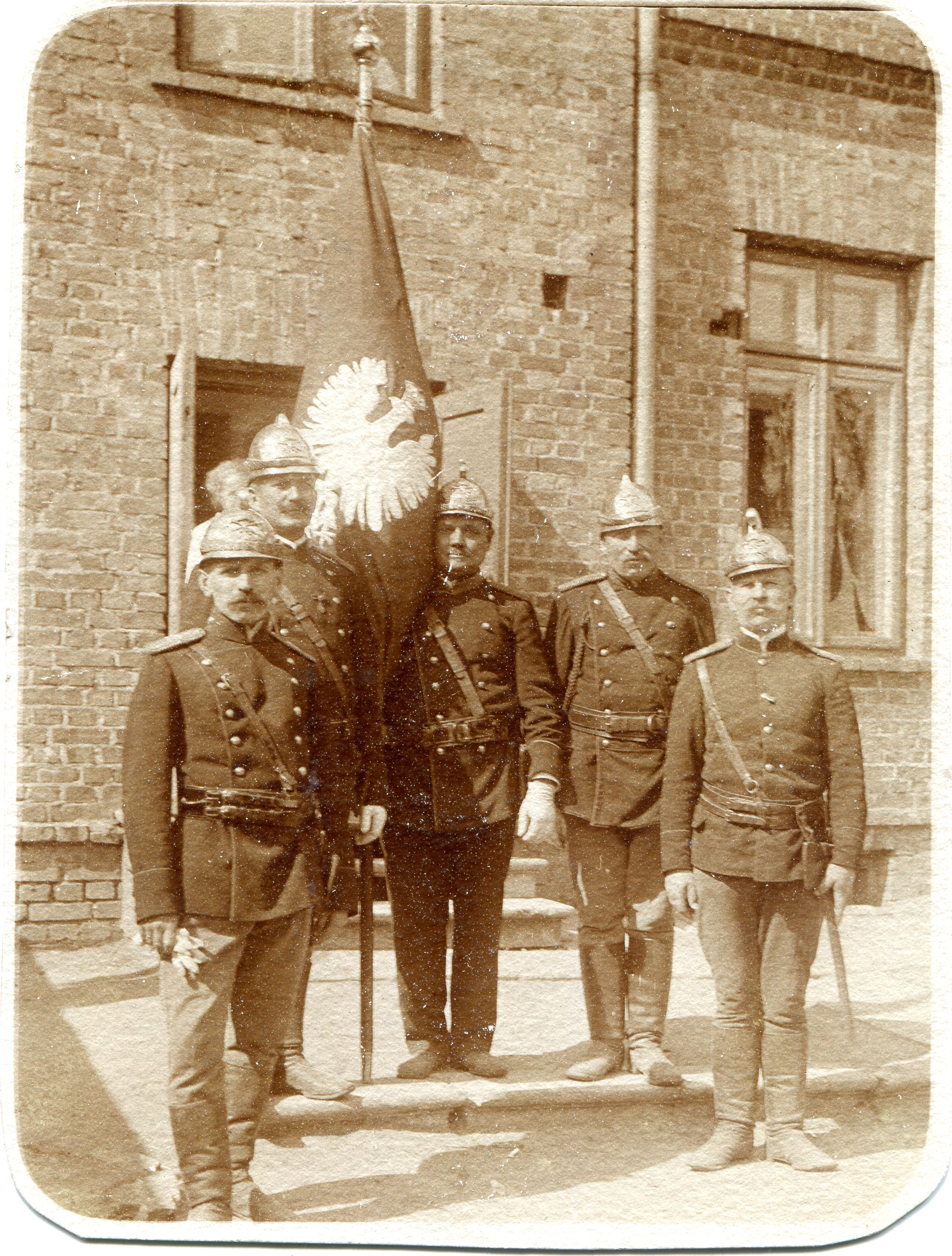
Naczelnik straży ogniowej Stanisław Tatarkiewicz (pierwszy z lewej)

Od początku swojej aktywności zawodowej przejawiał duże zaangażowanie w życie lokalnej społeczności mieszkańców Aleksandrowa. Przed I wojną światową prowadził zajęcia o charakterze edukacyjnym w ramach działalności Polskiej Macierzy Szkolnej; założyciel pierwszej w powiecie nieszawskim księgarni oraz działającej przy niej wypożyczalni książek. Członek licznych lokalnych inicjatyw i stowarzyszeń; prezes oddziału Towarzystwa Rozwoju Przemysłu, Rzemiosła i Handlu, członek zarządu Towarzystwa Pożyczkowo-Oszczędnościowego, sekretarz lokalnej Macierzy Szkolnej. W 1911 został powołany na stanowisko naczelnika straży ogniowej w Aleksandrowie Granicznym. Założyciel powstałego w 1916 gimnazjum w Aleksandrowie. Uczestniczył w różnych przedsięwzięciach edukacyjnych, charytatywnych, gospodarczych oraz kulturalnych, w tym m.in.: w otwarciu szkoły rzemiosł, żłobka dla sierot, kuchni dla ubogich, organizacji szkolnictwa początkowego, czy stworzeniu dwóch zespołów teatralnych.
Jako naczelnik straży w 1913 odmówił udziału w paradzie z okazji 300-lecia panowania Domu Romanowów. Od końca lipca 1914 odpowiedzialny za porządek w mieście. Współorganizator i członek Komitetu Obywatelskiego w Aleksandrowie powołanego 2 sierpnia 1914. Organizator uroczystości patriotycznych z okazji 125 rocznicy uchwalenia Konstytucji 3 maja w dniu 3 maja 1916. W 1917 nastąpiło rozwiązanie Komitetu Obywatelskiego przez władze niemieckie. W listopadzie 1918, w zorganizowanych przez władze niemieckie wyborach do rady miasta, powołany przez Tatarkiewicza „Polski Komitet Wyborczy” zdobył wszystkie miejsca w radzie. Wybrany przez aklamację na stanowisko burmistrza Aleksandrowa Pogranicznego przez jego mieszkańców, 28 listopada 1918 uzyskał jego urzędowe potwierdzenie przez Ministerstwo Spraw Wewnętrznych. Dzięki inicjatywie burmistrza Tatarkiewicza, naczelnik Państwa Józef Piłsudski dekretem z dnia 4 lutego 1919 nadał prawa miejskie o zmienionej nazwie miasta na Aleksandrów Kujawski. W ramach swojej działalności Tatarkiewicz zdołał również przekonać ówczesne władze centralne o celowości pozostawienia starostwa powiatowego w Aleksandrowie, nie zaś przywrócenia go w Nieszawie. W 1920 rezygnując z posiadanych funkcji, przeprowadził się wraz z rodziną do Poznania, w którym objął stanowisko sekretarza (1921), a następnie naczelnika w zarządzie miejskim.
Na porządku września 1939 mianowany został na stanowisko dyrektora w zarządzie miejskim w Poznaniu. W 1939 przesiedlony wraz z rodziną do Opatowa, w którym pozostał do końca wojny. Od 25 października 1944 po ucieczce ówczesnego burmistrza miasta, został powołany na to stanowisko, które obejmował do 1 lutego 1945. W kwietniu 1945 powrócił z rodziną do Poznania, w którym do 1949 – a więc do przejścia na emeryturę – kontynuował pracę na swoim przedwojennym stanowisku. Zmarł w Poznaniu 14 kwietnia 1956. Jego grób znajduje się na cmentarzu komunalnym na Junikowie w Poznaniu.
Stanisław Tatarkiewicz był żonaty z Janiną z d. Kozłowską, z którą doczekał ośmiu synów i jednej córki.